# Nova Tebas
Nova Tebas is een gemeente in de Braziliaanse deelstaat Paraná. De gemeente telt 8.283 inwoners (schatting 2009).

## Aangrenzende gemeenten
De gemeente grenst aan Arapuã, Iretama, Jardim Alegre, Manoel Ribas, Pitanga en Roncador.

## Verkeer en vervoer
De plaats ligt aan de weg BR-487.